# Hyloscirtus colymba
Hyloscirtus colymba uma espécie de anuro da família Hylidae encontrada na Costa Rica e no Panamá. Seu habitat natural é de florestas úmidas montanhosas ou de baixo relevo. Encontra-se ameaçado devido à destruição de seu habitat e devido à quitridiomicose.